# Оленівка (Білогірський район)
Оле́нівка (крим. Olenivka, рос. Еленовка) — село в Україні, у Білогірському районі Автономної Республіки Крим. Підпорядковане Земляничненській сільській раді.
Відстань від райцентру до населеного пункта становить 19 кілометрів по прямій.

## Населення

### Мова
Розподіл населення за рідною мовою за даними перепису 2001 року:
| Мова              | Кількість | Відсоток |
| ----------------- | --------- | -------- |
| російська         | 14        | 48.28 %  |
| кримськотатарська | 10        | 34.48 %  |
| українська        | 5         | 17.24 %  |
| Усього            | 29        | 100 %    |

## Географія
У селі річка Сазих-Дере впадає у Су-Індол.